# Museo de la CIA
El Museo de la CIA (en inglés: CIA Museum) es un archivo nacional de Estados Unidos dedicado a la colección, preservación, documentación y exhibición de objetos y artilugios relacionados con la historia de las operaciones de la comunidad de inteligencia estadounidense. El museo, que cuenta con una colección de miles de piezas, está ubicado en plenas instalaciones de la Agencia Central de Inteligencia (CIA) en Langley, Virginia, por lo que no está accesible al público general. Sus colecciones, por tanto, se exhiben periódicamente en las bibliotecas presidenciales e importantes museos de todo el país, y se prestan en ocasiones especiales para eventos concretos. Además, el museo de la CIA ofrece exhibiciones interactivas en línea.
El objetivo actual del museo, gestionado por el Centro de Estudios de Inteligencia, es promover a través de las exhibiciones públicas un mejor entendimiento del arte de la inteligencia ("the craft of intelligence"), su desarrollo y su papel dentro de la historia, cultura y experiencia estadounidenses. Siendo el papel que ha desempeñado la CIA históricamente el de la inteligencia humana, el museo ofrece una «inestimable colección» de artículos relacionados con este campo. Por lo contrario, el Museo Nacional de Criptología, ubicado en Annapolis Junction, Maryland, y administrado por la Agencia de Seguridad Nacional (NSA), se dedica al campo de la inteligencia de señales, con una extensa colección abierta al público en esta materia. Ambos museos son clasificados como museos gubernamentales de primera orden en materia de inteligencia nacional.

## Fuentes y colecciones

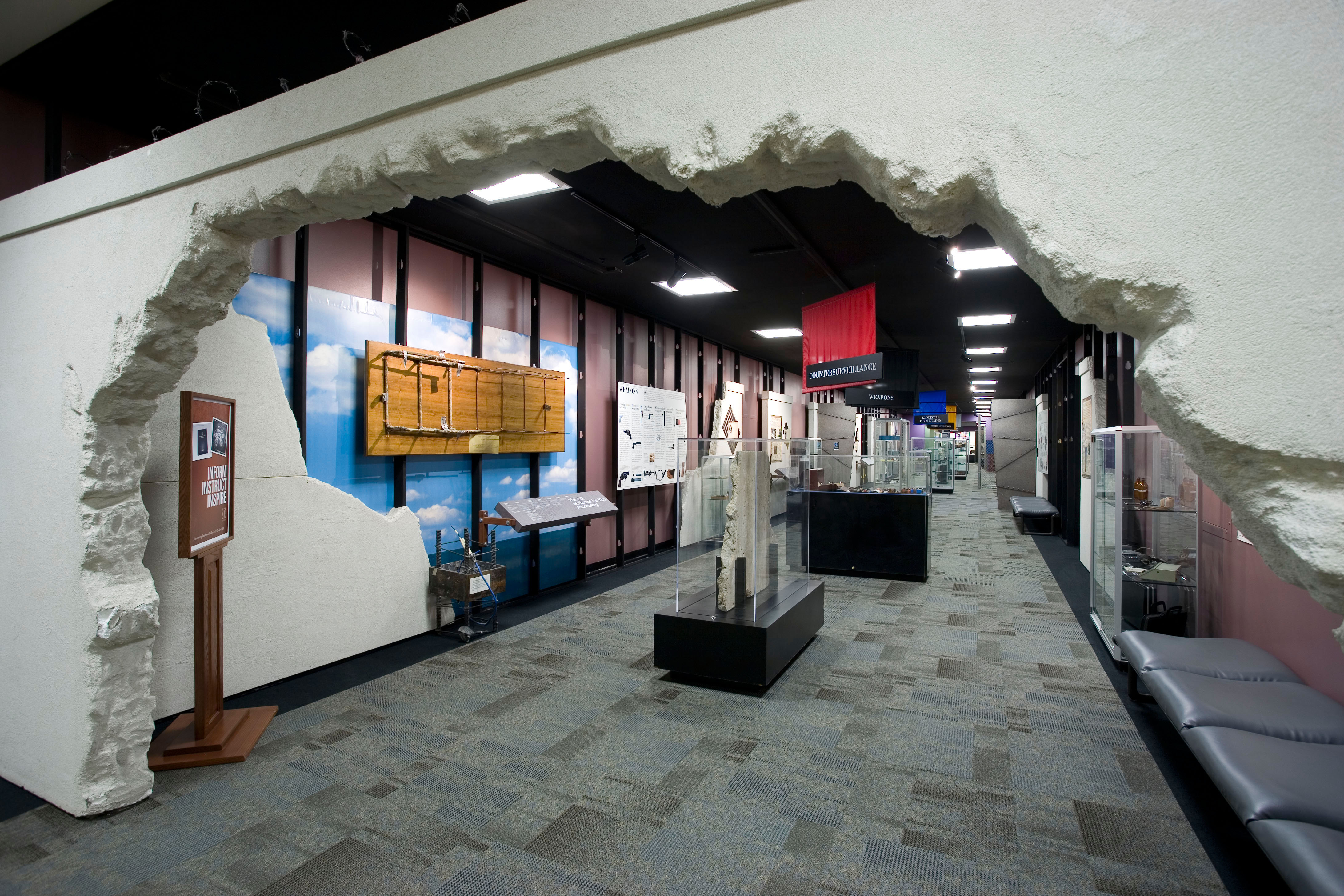
Entrada a la sala de «La Guerra Fría»

## Historia

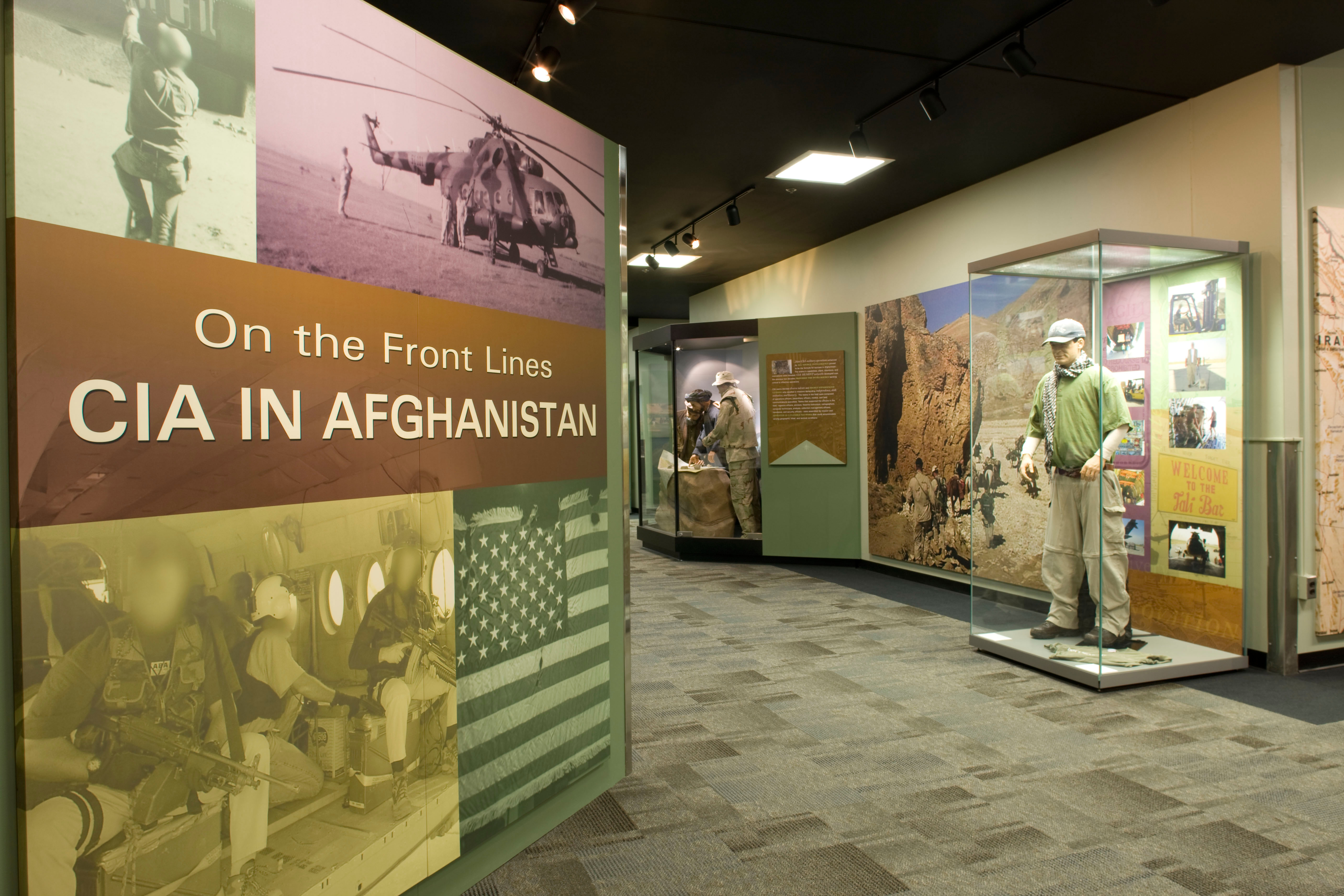
Entrada a la sala de «La CIA en Afganistán»

## Galería

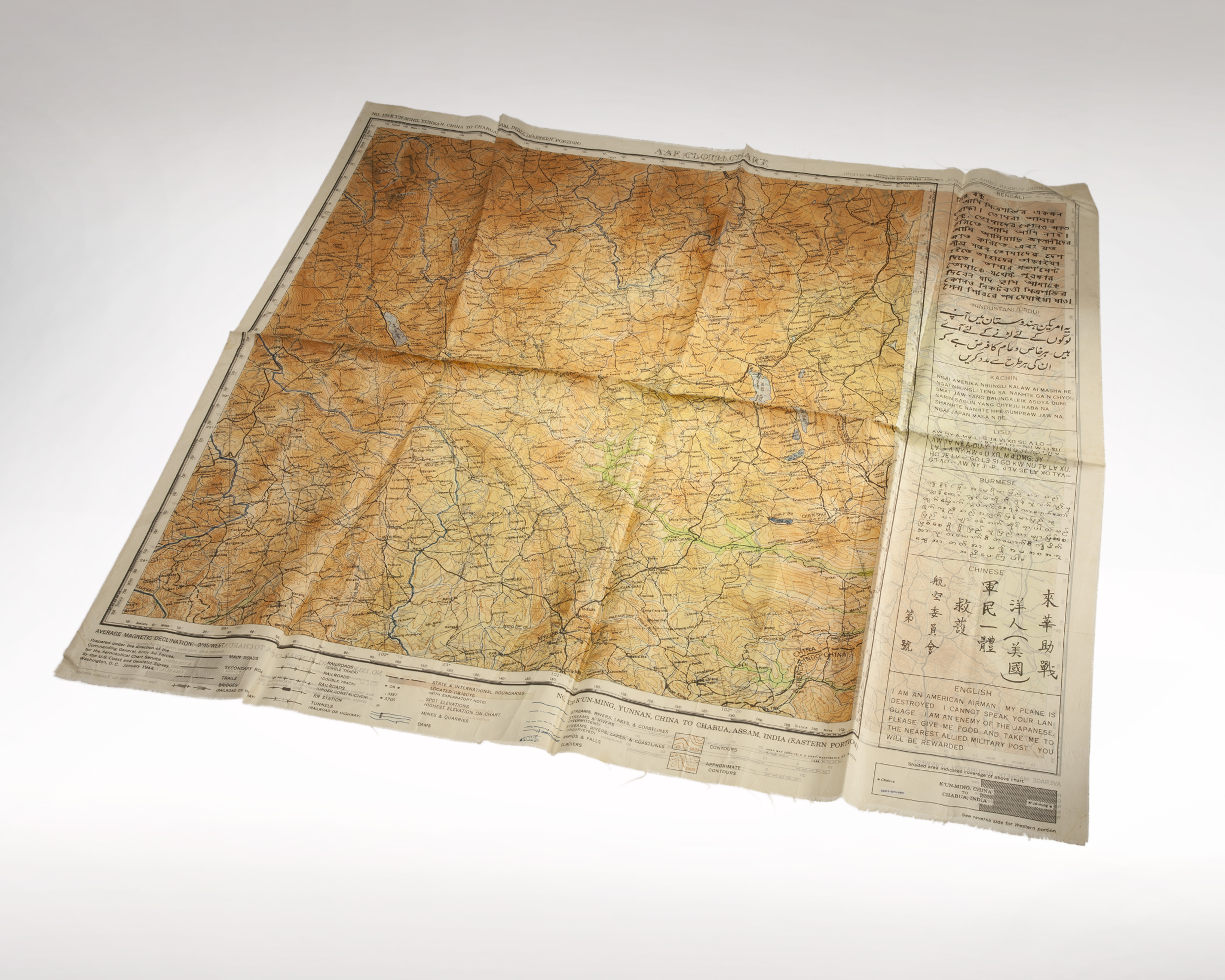
Mapa impreso sobre seda, destinado a operaciones de espionaje; OSS
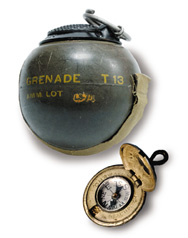
Una granada experimental BEANO T-13 y una brújula camuflada en un botón
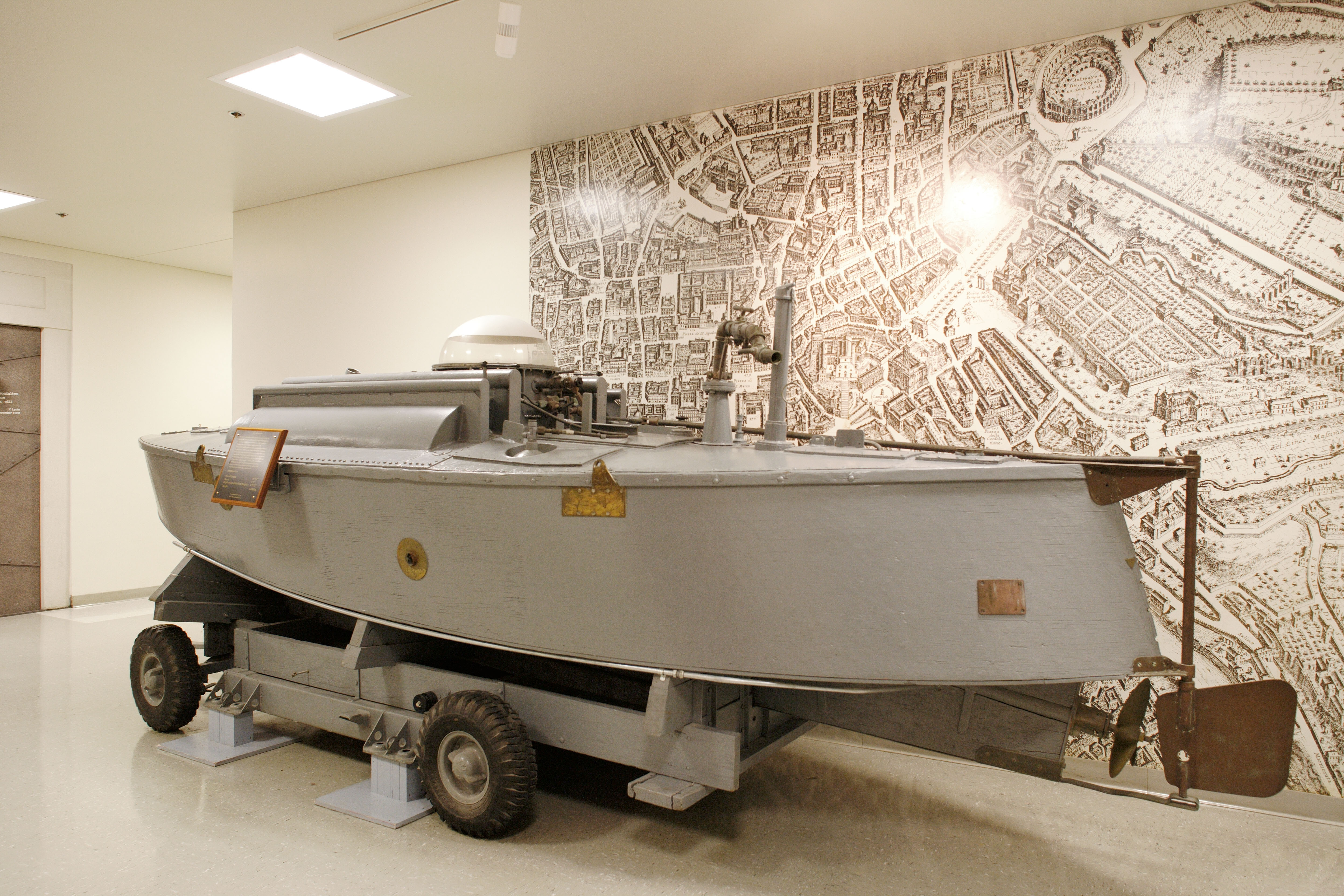
Un pequeño semisumergible con capacidad de dos tripulantes, diseñado por la CIA en la década de 1950
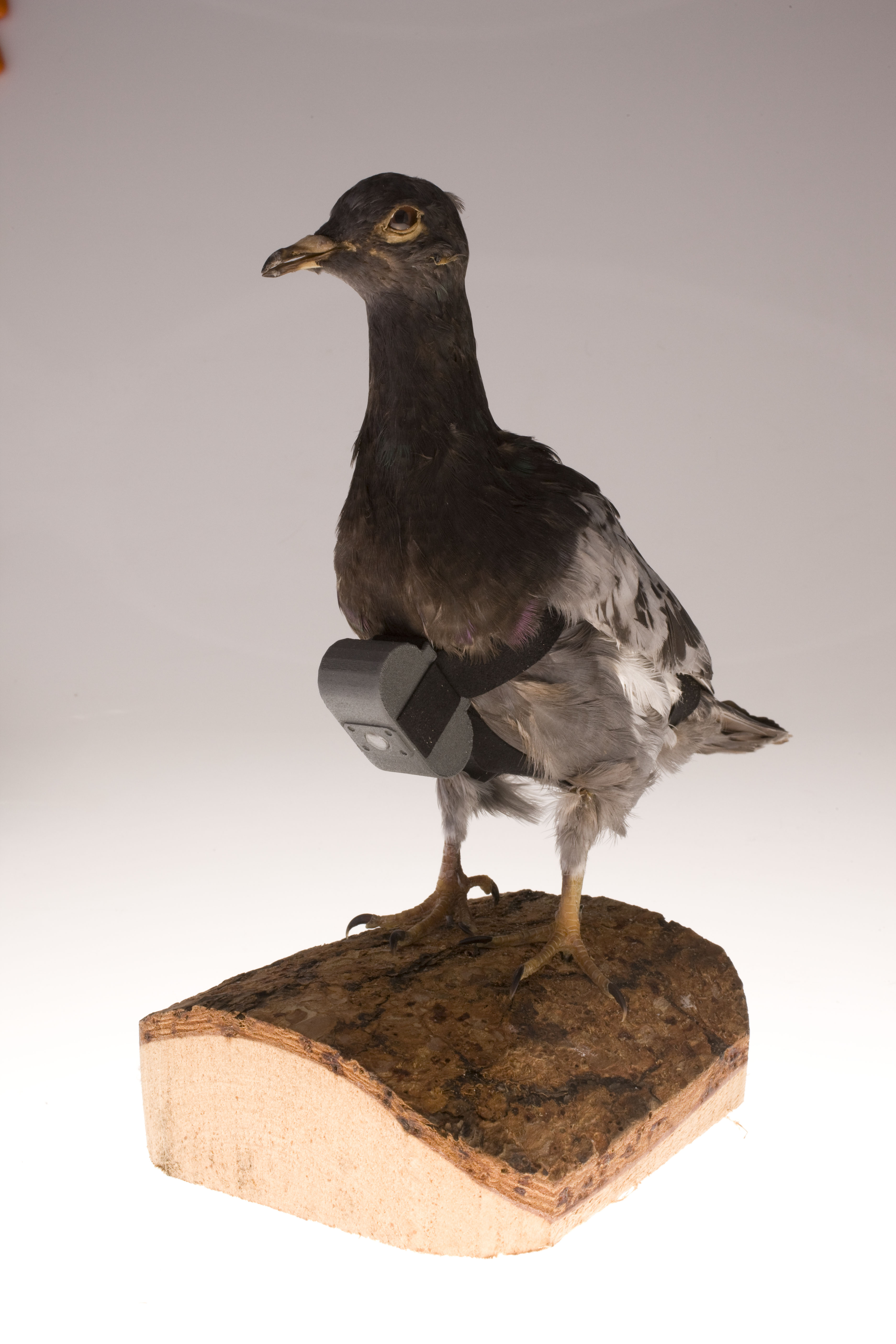
Cámara para palomas («dron biológico») de la década de 1970
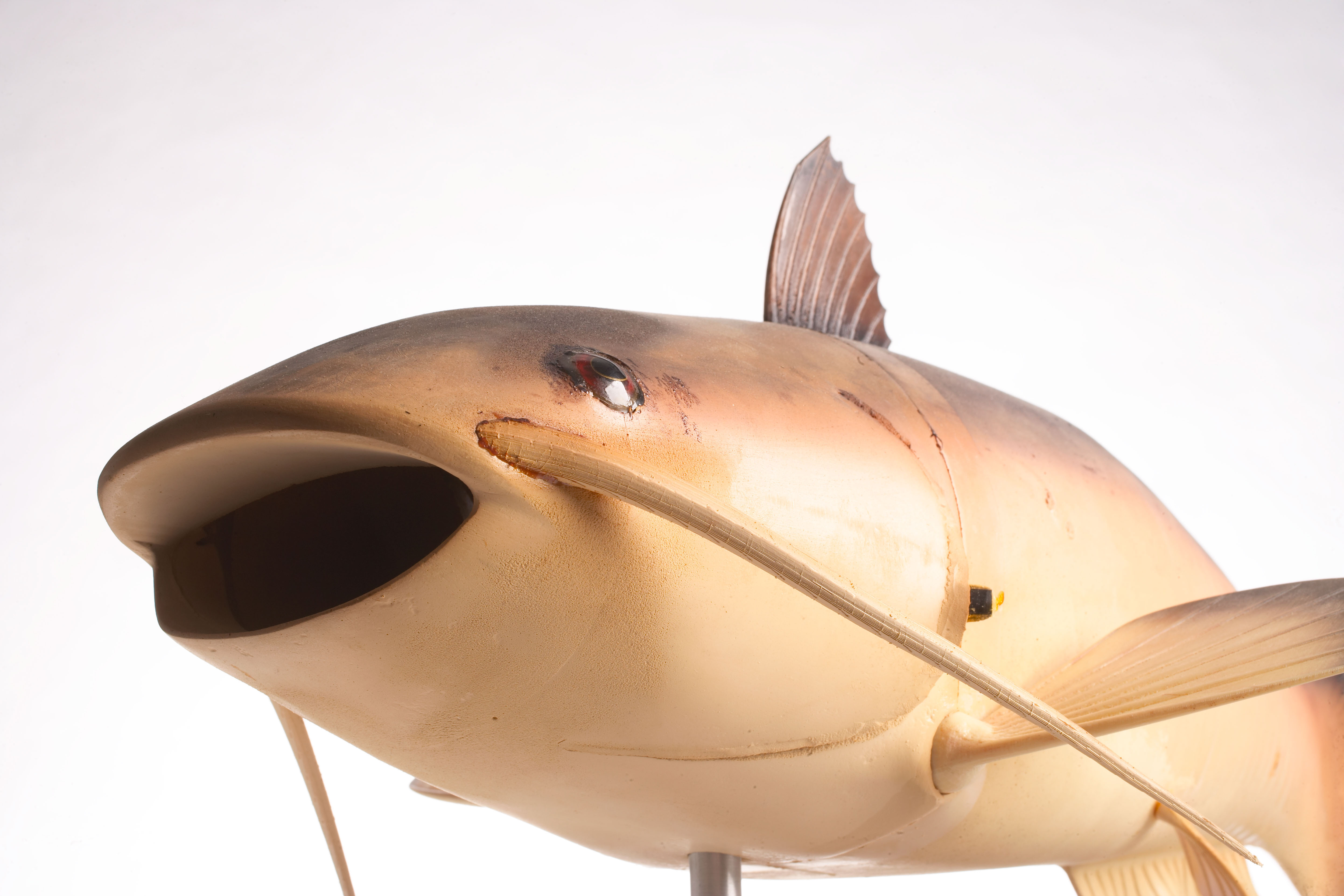
Robot Fish Charlie, vehículo submarino no tripulado en forma de pez
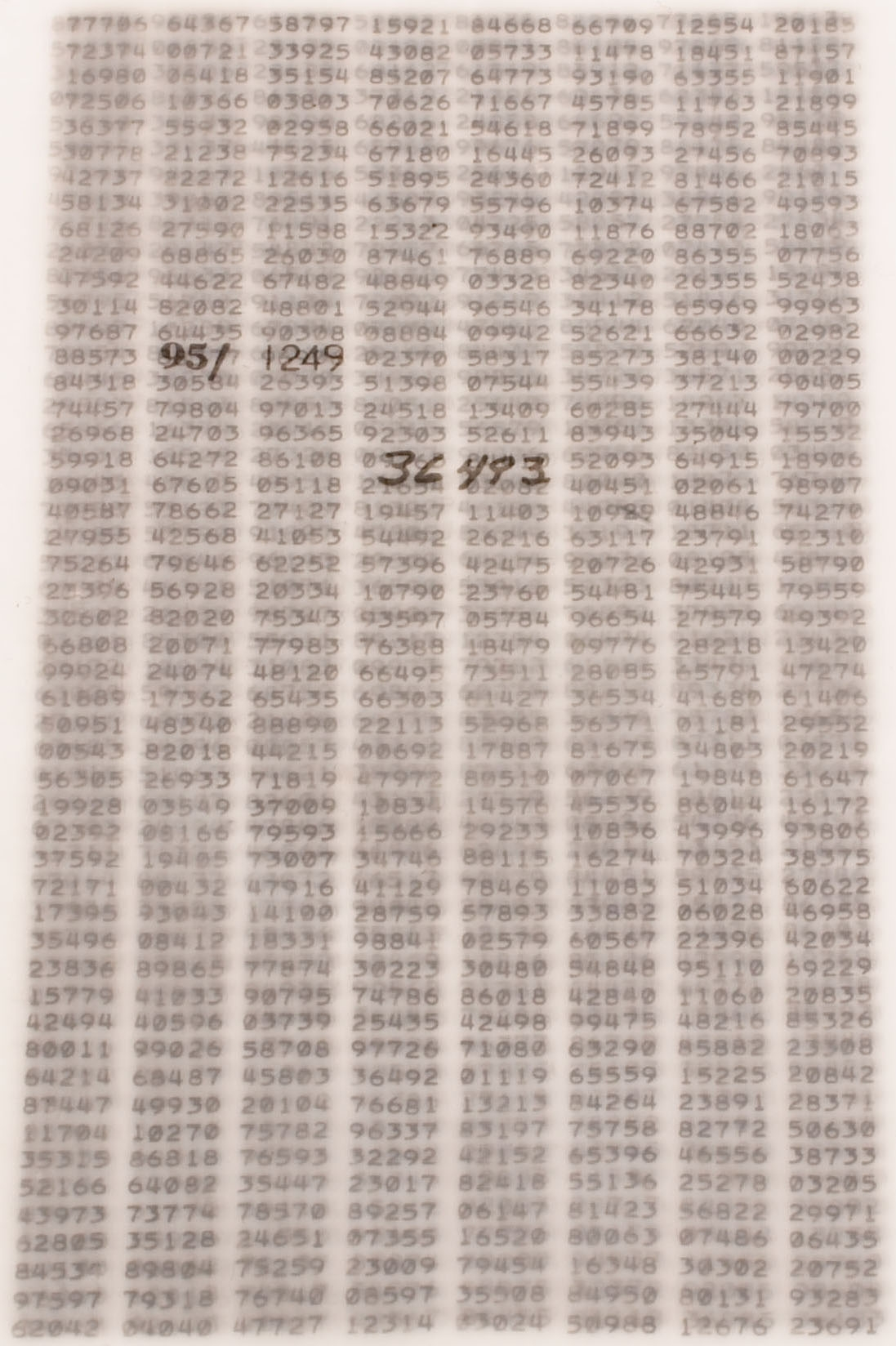
Relleno de un solo uso de la Guerra Fría
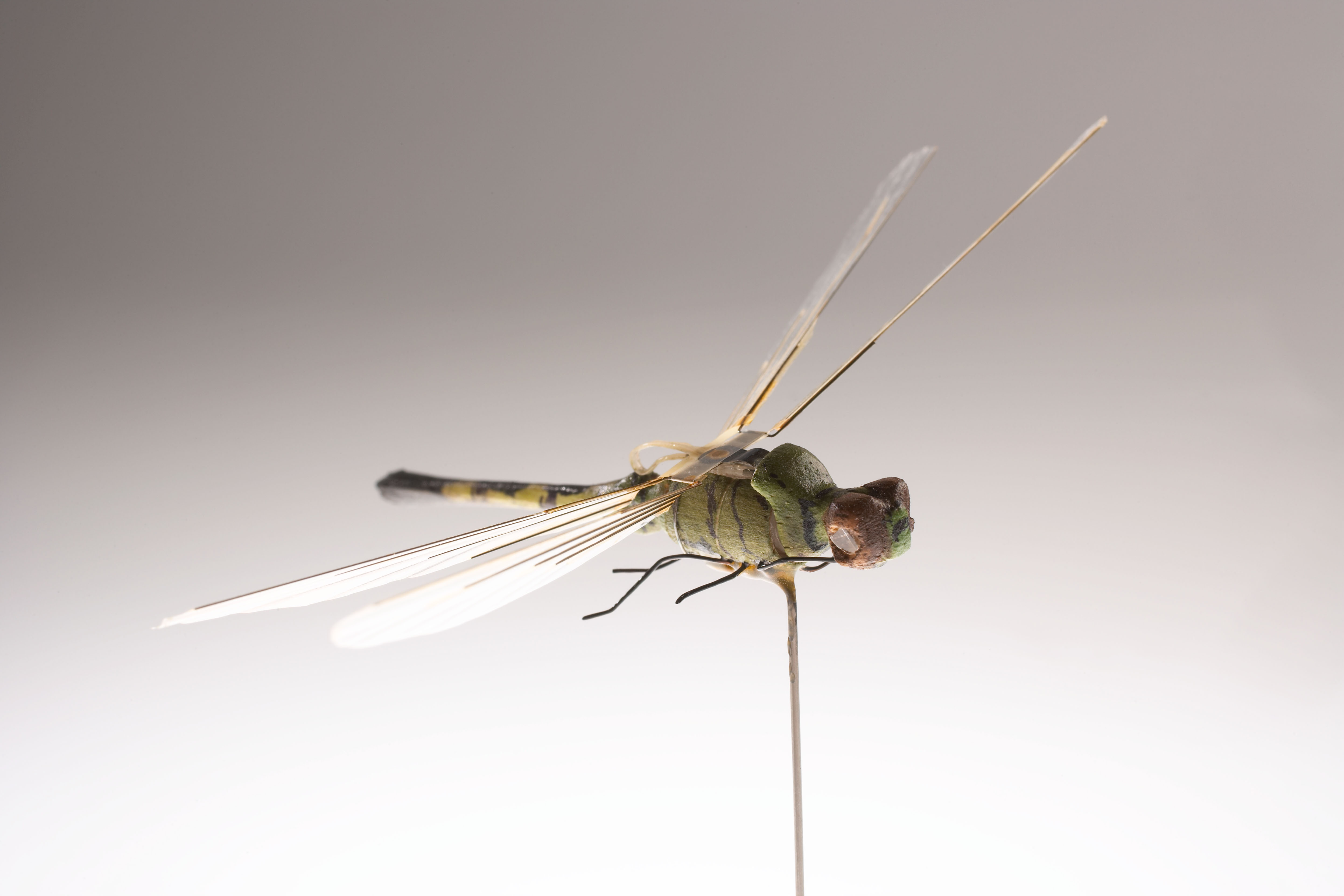
Un MAV de los años 1970 con motor a gasolina, primer MAV de la historia en forma y tamaño de un insecto
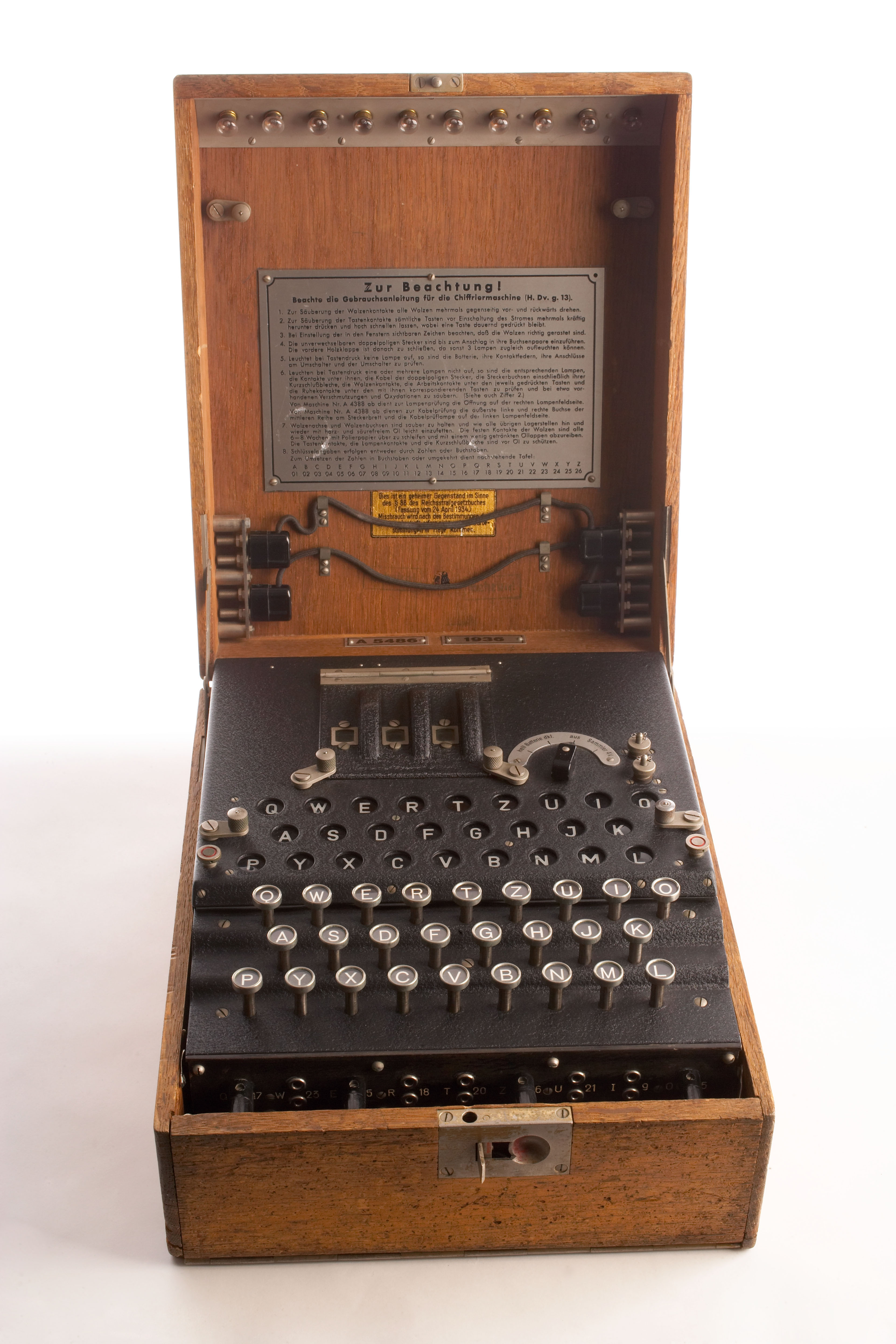
Máquina Enigma alemana
Un manual de Al Qaeda, confiscado en 2001 en Kandahar, Afganistán